# Literaturjahr 1509
Liste der Literaturjahre

◄◄ | ◄ | 1505 | 1506 | 1507 | 1508 | Literaturjahr 1509 | 1510 | 1511 | 1512 | 1513 | ► | ►►

Weitere Ereignisse
Dieser Artikel behandelt das Literaturjahr 1509.

## Ereignisse

### Prosa
- Balthasar Sprengers Meerfahrt, einer der ersten deutschen Reiseberichte, wird gedruckt.
- Narrenliteratur: Während eines Aufenthalts bei seinem Freund Thomas Morus in England verfasst Erasmus von Rotterdam das Lob der Torheit.
- Das Volksbuch Fortunatus erscheint in Augsburg in Druck.

### Drama
- 6. Februar: I Suppositi, die zweite Komödie von Ludovico Ariosto, hat ihre Uraufführung in italienischer Sprache am Hof von Ferrara.

### Sachliteratur
- Der Laienspiegel von Ulrich Tengler, eines der bedeutendsten Rechtsbücher der Neuzeit, erscheint erstmals im Druck.
- Niccolò Machiavelli ergänzt seinen Bericht Rapporto delle Cose d'Alemagna über den politischen Zustand Deutschlands durch ein Porträt Kaiser Maximilians I.
- Balthasar Sprengers Reisetagebuch Meerfahrt erscheint im Druck, in dem er seine Fahrt nach Indien unter dem portugiesischen Vizekönig Francisco de Almeida im Jahr 1505 beschreibt. Das Werk wird mit Holzschnitten des Augsburger Zeichners Hans Burgkmair illustriert.

- um 1509: Nikolaus Kopernikus verfasst den Commentariolus.

### Religiöse Werke
- Der französische Theologe und Humanist Jacques Lefèvre d’Étaples publiziert eine textkritische Edition der Psalmen.

## Geboren

### Geburtsdatum gesichert
- 25. Juli: Gabriele Simeoni, italienischer Dichter und Übersetzer († 1575)

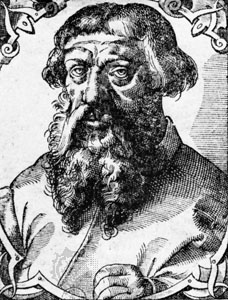
Étienne Dolet; * 3. August

- 3. August: Étienne Dolet, französischer Buchdrucker und Übersetzer († 1546)

### Genaues Geburtsdatum unbekannt
- Antoine Froment Schweizer Prediger, Chronist und Memoirenschreiber († 1581)
- Dietrich Westhoff, Dortmunder Gerichtsschreiber und Chronist († 1551)

## Gestorben

### Genaues Todesdatum unbekannt
- Chen Zhou, chinesischer Maler und Dichter (* 1427)
- Ludovico Odasio, italienischer Humanist, Briefeschreiber und Übersetzer (* 1455)
- Giorgio Sisgoreo, venezianisch-kroatischer Humanist, Übersetzer und Dichter (* 1440)

### Gestorben um 1509
- Petermann Etterlin, Schweizer Chronist (* 1430/40)